# Zmywacz do paznokci

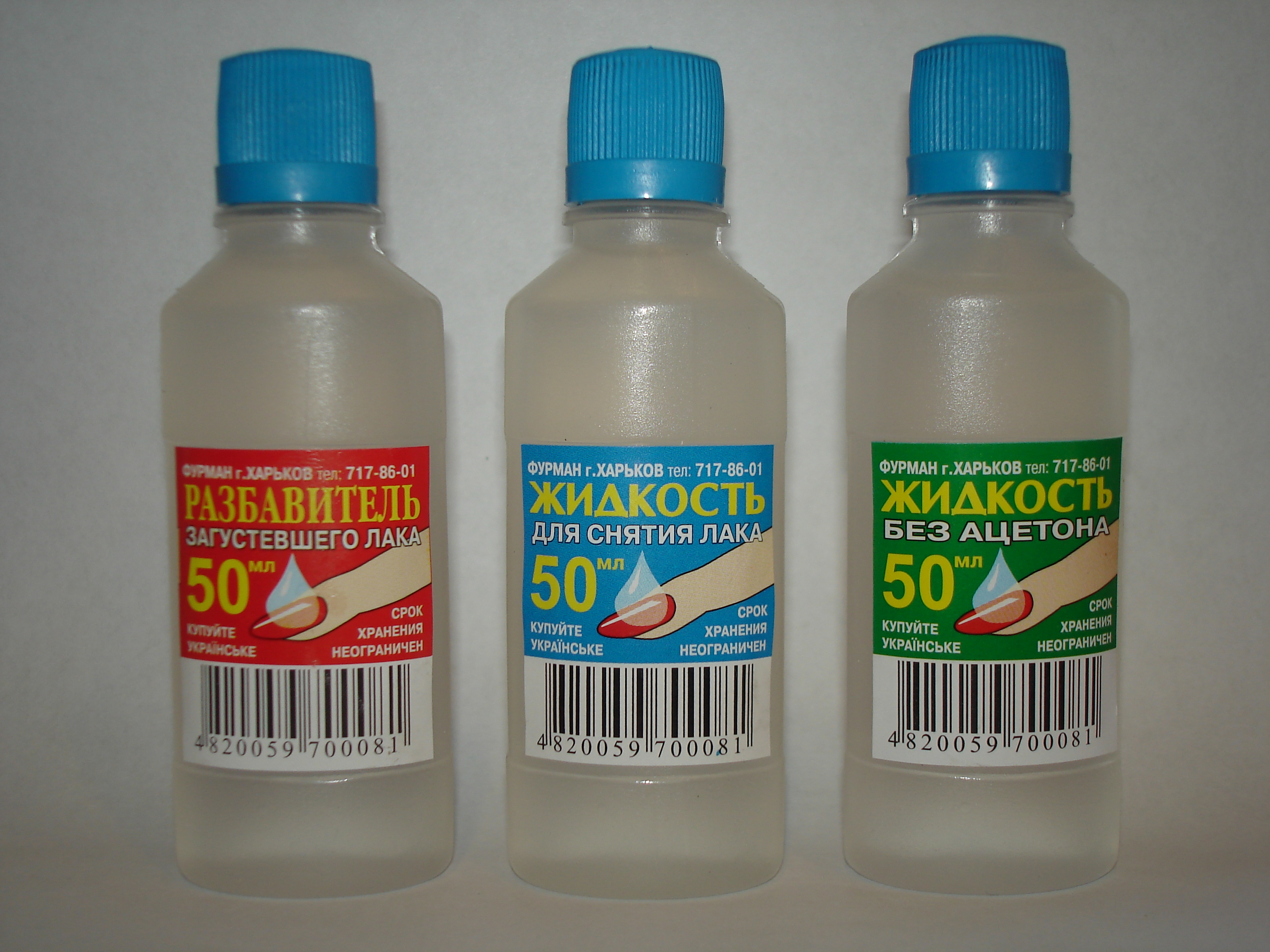
Ukraińskie zmywacze do paznokci

Zmywacz do paznokci – płyn służący do zmywania lakieru z paznokci. Zazwyczaj zawiera rozpuszczalniki organiczne, np. aceton, octan etylu lub octan butylu oraz dodatki, którymi mogą być wyciągi z ziół (np. szałwii) lub witaminę F. Obecnie wiele zmywaczy ma w składzie także oleje i inne substancje tłuste, które pielęgnują płytkę, ale powinny być usunięte z paznokci przed ich pomalowaniem za pomocą odtłuszczacza (cleanera).
W dawnych zmywaczach mógł się znajdować także benzen, którego stosowanie jest obecnie zakazane.